# Willie Mathieson
Pour les articles homonymes, voir Mathieson.
Willie Mathieson est un footballeur écossais, né le 20 juillet 1943, à St Andrews, Fife. Évoluant au poste d'arrière gauche, il est particulièrement connu pour ses quinze saisons aux Rangers. Il fait partie du Rangers FC Hall of Fame.

## Biographie

### Carrière en club
Natif de St Andrews, Fife, il s'engage pour les Rangers en 1960, d'abord comme stagiaire, puis deux ans plus tard en y signant son premier contrat pro.
Il joue et remporte la finale de la Coupe d'Écosse en 1973 (victoire 3-2 contre les rivaux du Celtic), mais son plus haut fait de gloire est de jouer et remporter la finale de la Coupe d'Europe des vainqueurs de coupe en 1972 (victoire 3-2 contre le Dynamo Moscou).
Après 15 saisons passées aux Rangers, il finit sa carrière en jouant pour Arbroath, puis Raith Rovers, une saison à chaque fois. En 1977, il raccroche définitivement les crampons et intègre l'encadrement des Berwick Rangers, dirigé depuis une année par son ancien coéquipier aux Rangers, Dave Smith. L'équipe remporte le championnat de D3 écossaise en 1978-79 (ce qui constitue le premier trophée remporté par le club).

### Carrière internationale
Willie Mathieson n'est pas sélectionné en faveur de l'équipe d'Écosse mais reçoit une sélection en Scottish Football League XI le 26 mars 1969.

## Palmarès

### Comme joueur
- Rangers :
  - Vainqueur de la Coupe d'Europe des vainqueurs de coupe en 1972
  - Vainqueur de la Coupe d'Écosse en 1973